# کلارنس نیوتن
کلارنس نیوتن (انگلیسی: Clarence Newton; ۳ فوریهٔ ۱۸۹۹ – ۲۳ اکتبر ۱۹۷۹) بوکسور اهل کانادا بود.